# 4762 Dobrynya
4762 Dobrynya eller 1982 SC6 är en asteroid i huvudbältet som upptäcktes den 16 september 1982 av den ryska astronomen Ljudmila Tjernych vid Krims astrofysiska observatorium på Krim. Den är uppkallad efter sagohjälten Dobrynja Nikititj.
Asteroiden har en diameter på ungefär fem kilometer.